# 駒林邦男
駒林 邦男（こまばやし くにお、1928年 - 2011年5月27日）は、日本の教育学者。岩手大学名誉教授。アルゴリズム化教育、ソビエト教育学を研究した。

## 生涯
群馬県高崎市生まれ。1952年、東京文理科大学卒。岩手大学教育学部助教授、教授、同付属小学校長。
1975年、「現代ソビエト教授 - 学習諸理論の研究」で、東京教育大学より教育学博士の学位を取得。
1994年、定年退官、名誉教授、日本大学工学部教授。没後、正四位。

## 著書
- 『思考力形成の授業 学習のアルゴリズム化』（明治図書出版） 1966
- 『現代ソビエトの教授 - 学習諸理論 教授 - 学習と発達の関連の問題を中心として』（明治図書出版） 1975
- 『「落ちこぼし」をどうするか』（明治図書出版） 1977
- 『思考の形成と制御 教育サイバネティクス入門』（明治図書出版、現代授業論双書） 1977
- 『一斉授業をどうするか 「非行」状況への授業論的アプローチ』（明治図書出版） 1983
- 『学校のつまずきをどうするか』（明治図書出版、教育新書） 1986
- 『学ぶ意欲を育てる授業・抑える授業 新学力観は生きいきした学びを取りもどせるか』（あゆみ出版） 1994
- 『現代社会の学力』（放送大学） 1995

## 共編著
- 『これからの家庭学習』（編著、明治図書出版） 1964
- 『授業と思考の発達』シリーズ第1 - 4（勝田守一共編、明治図書出版） 1966
- 『シリーズ・教育科学の新研究』全6巻（柴田義松, 滝沢武久共編、明治図書出版） 1968 - 1970
- 『中学生の家庭教育』（福士俊朗共編著、明治図書出版、シリーズ・現代家庭教育新書） 1968
- 『アルゴリズムと発見学習』（銀林浩共編、明治図書出版） 1971
- 『算数・数学の発見的授業』（深水吉春共著、明治図書出版） 1973

## 翻訳
- 『一年生の教育学』第1 - 2（ロシア教育科学アカデミヤ編、柴田義松共訳、明治図書出版） 1961
- 『学級経営方法論』（ボルドウィリヨフ、明治図書出版） 1961
- 『算数の教授』（ポーリャク、明治図書出版） 1961
- 『教育心理学』（エヌ・デ・レヴィトフ、柴田義松, 八重樫喬任共訳、新評論） 1962
- 『ソビエト・学習心理学 効率的知識習得の研究』（ボゴヤブレンスキー, メンチンスカヤ、明治図書出版） 1962
- 『サイバネティックスと教育学』（Л・Н・ランダ, И・М・ヤグロム、長谷川淳, 宮本敏雄共訳、明治図書出版） 1963
- 『ソビエト・児童心理学 幼年期教育の基礎』（デ・ベ・エリコニン、明治図書出版） 1964
- 『教授過程と子どもの発達 その実験的研究』（ザンコフ編著、編訳、明治図書出版） 1965
- 『ちえ遅れの子の学習活動』（ピンスキー、明治図書出版） 1968
- 『数学的能力の構造』（クルチェツキー、明治図書出版） 1969
- 『アルゴリズムの思考方法 その教授と学習』（ランダ、宮坂琇子, 土井捷三共訳、明治図書出版） 1970
- 『学習のプログラミング 知的行為の多段階形成』（タルィズィナ、明治図書出版） 1970
- 『教科構成の原理 論理 - 心理学的諸問題』（B・B・ダヴィドフ、土井捷三共訳、明治図書出版） 1975
- 『学習不振の克服』（ツェトリン、市来努共訳、明治図書出版、シリーズ・世界の教育改革） 1978
- 『人格・能力の発達論争』（ルビンシュテイン他、編訳、明治図書出版） 1979
- 『就学前児童の思考』（エヌ・エヌ・ポジャコフ、井上雅夫共訳、明治図書出版、幼児教育叢書） 1982